# Enantiodrilus borelli
Enantiodrilus borelli är en ringmaskart som beskrevs av Cognetti 1902. Enantiodrilus borelli ingår i släktet Enantiodrilus och familjen Glossoscolecidae. Inga underarter finns listade i Catalogue of Life.